# Dichotomius alutaceus
Dichotomius alutaceus är en skalbaggsart som beskrevs av Felsche 1901. Dichotomius alutaceus ingår i släktet Dichotomius och familjen bladhorningar. Inga underarter finns listade i Catalogue of Life.